# Samuel-Nunatakker
Die Samuel-Nunatakker sind eine Kette von etwa sieben Nunatakkern im westantarktischen Ellsworthland. In der Heritage Range des Ellsworthgebirges ragen sie am südöstlichen Ende der Nimbus Hills in den Pioneer Heights auf.
Der United States Geological Survey kartierte sie anhand eigener Vermessungen und Luftaufnahmen der United States Navy aus den Jahren von 1961 bis 1966. Das Advisory Committee on Antarctic Names benannte sie 1966 nach Samuel L. Wilson, der 1957 als meteorologischer Elektrotechniker auf der Forschungsstation Little America V gearbeitet hatte.